# Engine Alliance GP7000
Engine Alliance GP7000 je dvogredni visokoobtočni turboventilatorski motor, ki se uporablja na Airbus A380Airbusu A380. GP7000 je plod sodelovanja med ameriškima podjetjema Pratt & Whitney in General Electric. Sprva je bil razvit za pogon Boeing 747-500X, −600X, in −700X - vendar Boeing ni razvil tega letala, zato so ga ponudili Airbusu.
GP7000 uporablja jedro od GE90-110B/115, ventilator in nizkotlačni del pa od Pratt & Whitney PW4000.

## Uporaba
- Airbus A380

## Specifikacije (GP7270)
- Tip: dvogredni visokoobtočni turbofan
- Dolžina: 4,74 m (187 in)
- Premer: 3,16 m (124 in)
- Teža: 6,712 kg (14,797 lb)
- Obtočno razmerje:  8,7:1
- Kompresor: 1 24-kraki ventilator, 5-stopenjski nizkotlačni  aksialni , 9-stopenjski visokotlačni aksialni
- Zgorevalna komora: obročasta
- Turbina: 2-stopenjska visokotlačna aksialna, 6-stopenjska nizkotlačna aksialna

- Največji potisk: 36980 kgf, 363 kN, 81500 lbf
- Tlačno razmerje: 43,9
- Masni pretok zraka: 900 do 1200 kg/s (2000 do 2,600 lb/sec)
- Razmerje potisk/teža: 5,508:1